# Infraestructuras de la Unión Europea

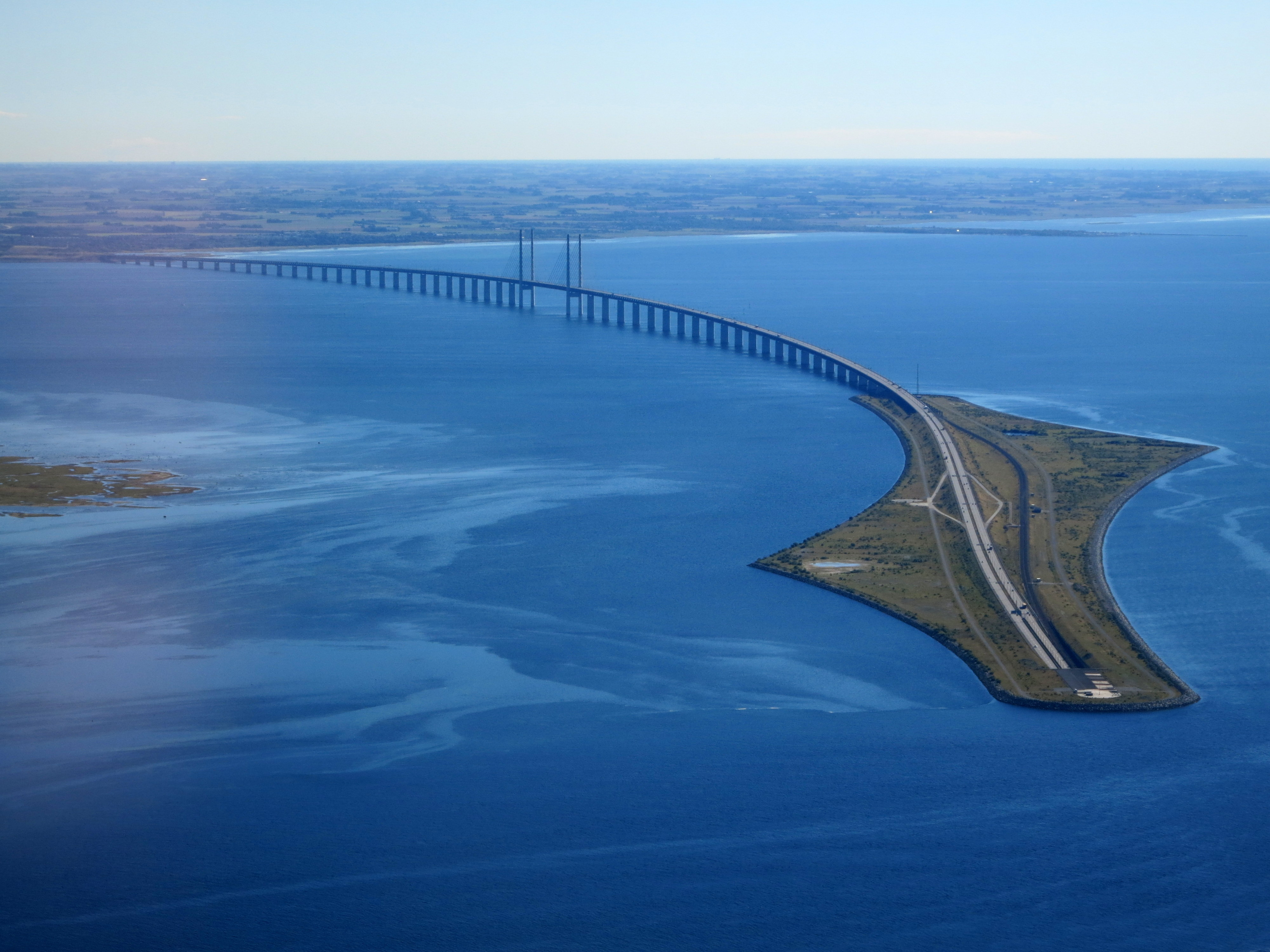
El puente de Oresund une Malmö y Copenhague.

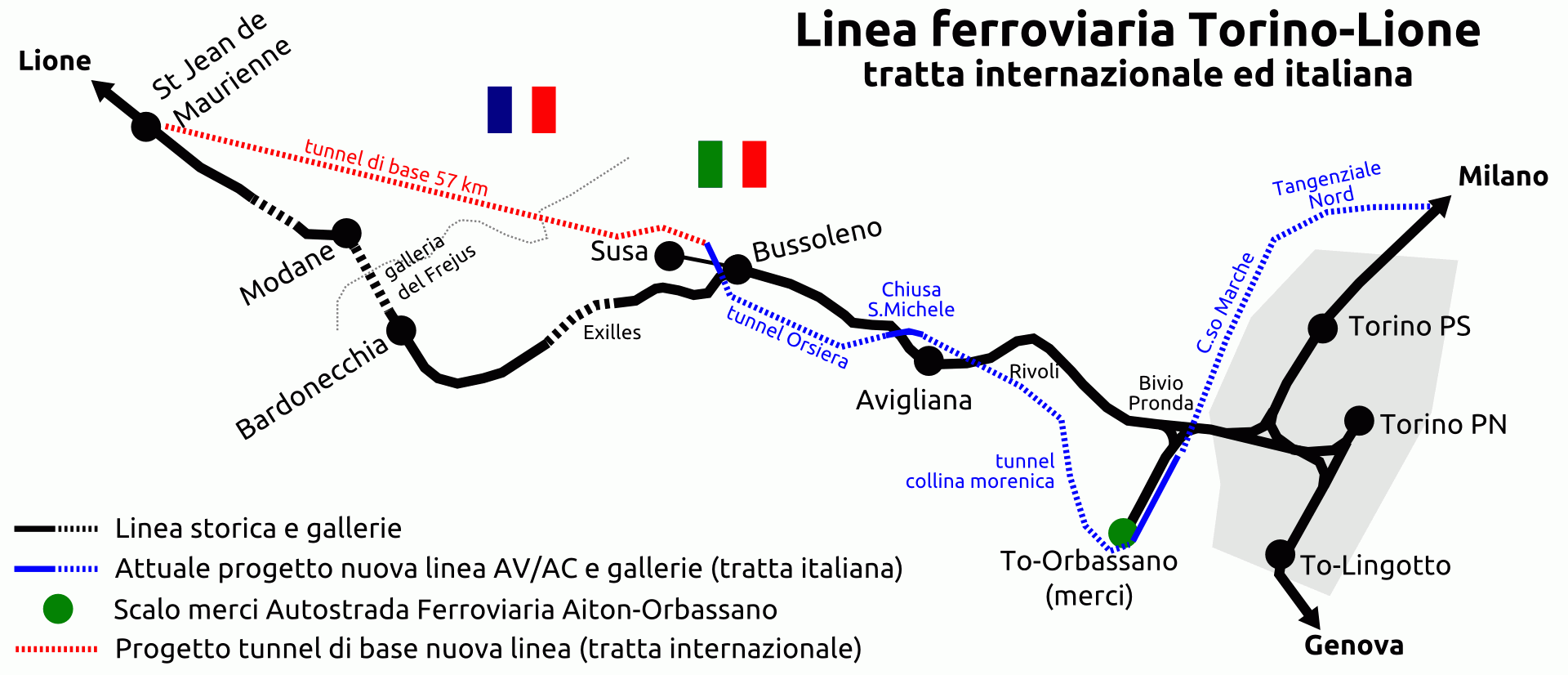

Las infraestructuras de la Unión Europea son un factor clave para facilitar la actividad económica en y entre, sus Estados miembros. El proceso de integración económica y política llevada a cabo en la UE y la cooperación entre sus Estados miembros se ven representados en el desarrollo de las infraestructuras comunitarias y de cada estado a través de los diferentes programas puestos en marcha por la Comisión Europea (CE).
La Red Transeuropea de Ferrocarril, constituye el primer paso, dentro de los previstos en el programa de acción adoptado por la Comisión, para la gestión de un espacio ferroviario europeo único, integrado desde el punto de vista jurídico y tecnológico, para revitalizar el ferrocarril y descongestionar el sector de los transportes en la UE. Dicho espacio se encuentra regulado por la Directiva 2012/34/UE, del Parlamento Europeo y del Consejo, de 21 de noviembre de 2012 por la que se establece un espacio ferroviario europeo único, que establece que la validez de una licencia se extenderá al conjunto del territorio de la UE, previéndose que la revisión de licencia se llevará a cabo al menos cada cinco años. La UE trabaja para mejorar sus infraestructuras transfronterizas, por ejemplo a través de las redes transeuropeas (RTE). Los proyectos de las RTE incluyen el túnel del Canal, el corredor Mediterráneo, el LGV Est, el túnel ferroviario de Fréjus, el puente de Oresund y el túnel de base del Brennero. En 2001, se calculó que en 2010 la red comprendería 75 200 kilómetros de carreteras, 78 000 kilómetros de vías de ferrocarril, 330 aeropuertos, 270 puertos marítimos y 210 puertos interiores.
El sistema RailnetEurope, permite resolver todas las gestiones necesarias para la realización del tráfico ferroviario entre los países de la UE. Por su parte la Red Transeuropea de Ferrocarril de Alta Velocidad, tiene por objeto materializar la interoperabilidad de la red europea de trenes de alta velocidad (por ejemplo: TGV, ICE, Transrapid, AVE) en las distintas fases de diseño, construcción, puesta en servicio progresiva y explotación.
Aunque no se puede hablar de una red portuaria integrada dentro de la UE, los diferentes Estados de la Unión poseen algunos de los más importantes puertos marítimos y fluviales del mundo. Entre los puertos marítimos el más importante es el de Róterdam. Por su parte el puerto de Hamburgo presenta un fuerte atractivo para el tráfico de mercancías al interior de la UE e incluso es la base desde de la que se llevan la mayoría de mercancías provenientes de la República Popular China hacia Rusia y la UE. Asimismo, los puertos de Amberes (Bélgica), Róterdam (Países Bajos) y Vigo (España) son los primeros puertos mundiales en cuanto a volumen de pesca se refiere.
En lo referente a las nuevas tecnologías, la UE dispone de una Agencia Europea de Seguridad de las Redes y de la Información (ENISA), con el fin de garantizar a los usuarios de las redes de comunicación y sistemas de información el mayor grado de seguridad. Otro proyecto de infraestructura es el sistema global de navegación por satélite Galileo, financiado y ordenado por la Unión Europea y puesto en marcha por la Agencia Espacial Europea (ESA). Tras años de retraso, el proyecto pretende completar una red de 26 satélites en órbita para 2017, más seis de repuesto. Galileo fue lanzado en parte para reducir la dependencia de la UE sobre el Sistema de Posicionamiento Global (GPS) estadounidense, y también para dar una cobertura mundial más completa y permitir una exactitud mucho mayor, dada la antigüedad del sistema GPS. Algunos han criticado al sistema Galileo debido a su elevado coste, sus varios retrasos, y por su percepción de redundancia, dada la existencia del sistema GPS.

## Historia

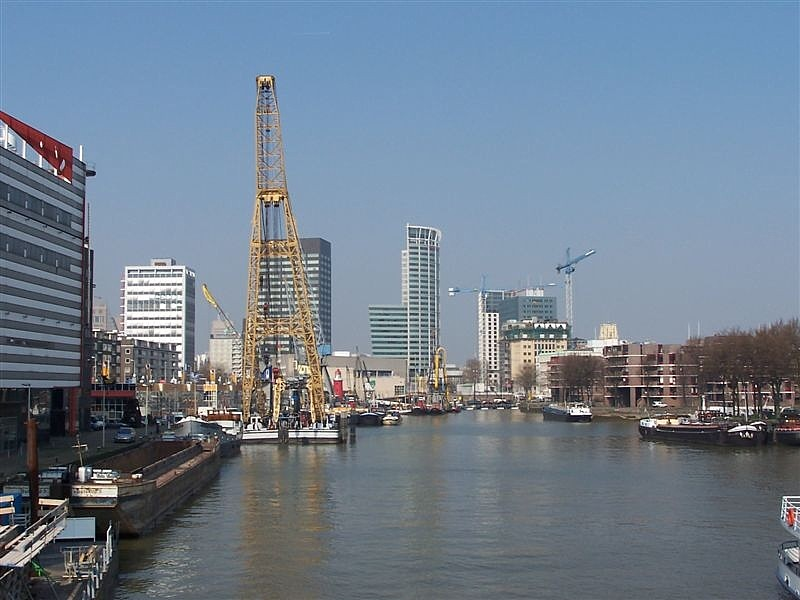
Róterdam.

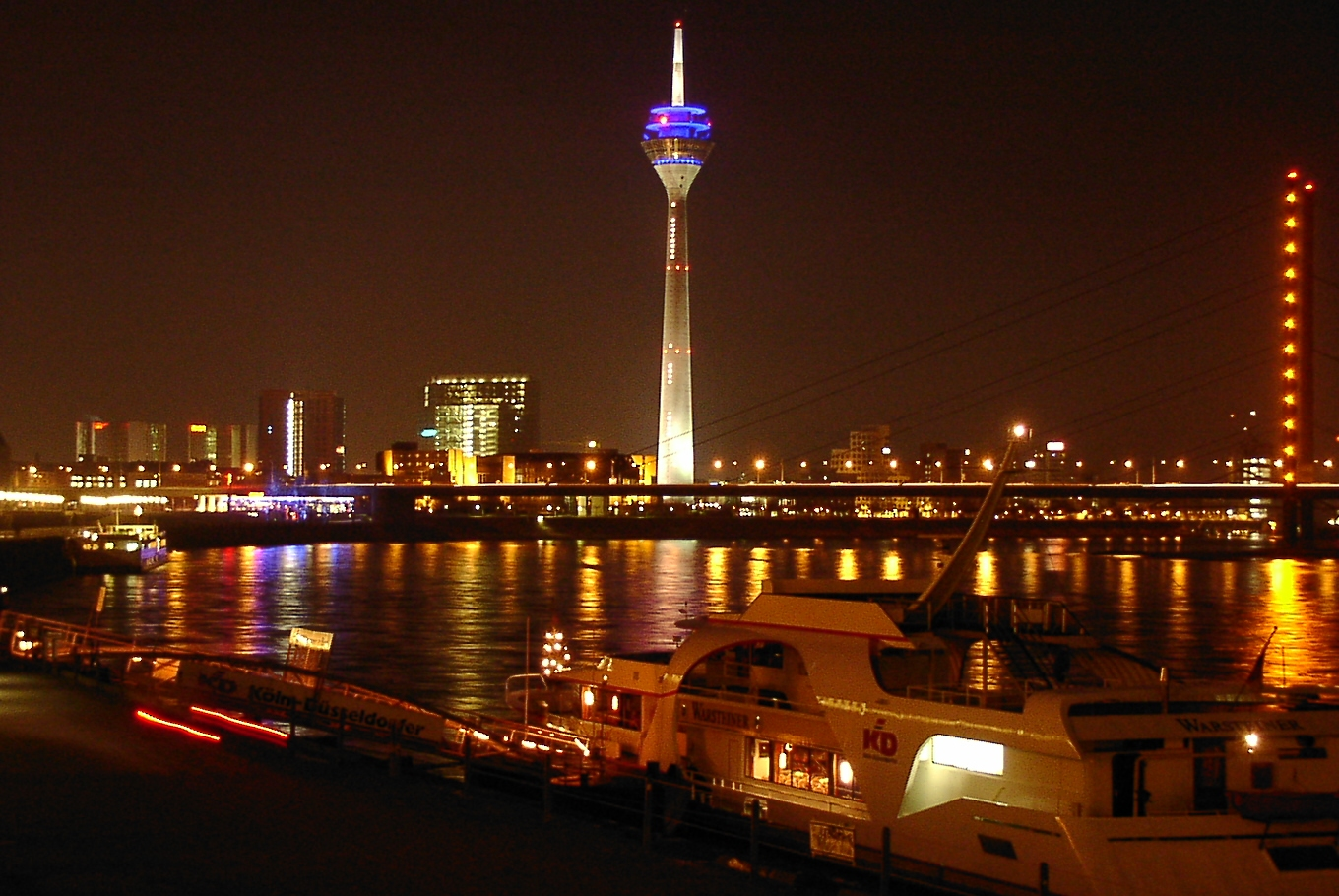
Düsseldorf, situada en el centro de una de las regiones más prósperas de la UE.

La Revolución industrial nació en el Reino Unido, extendiéndose luego a los países que actualmente conforman la Unión Europea, luego a Rusia, Estados Unidos y Japón. La cuenca del Ruhr fue durante más de un siglo la región más industrializada del mundo.
Aunque la importancia de la industria en la economía regional ha descendido cuantitativamente en las últimas décadas en parte debido a la disminución de los recursos naturales y también por el elevado costo de la mano de obra en comparación con otras regiones del mundo.
La mano de obra altamente cualificada constituye el mayor activo de la economía de la Unión Europea y está siendo aprovechada cada vez más en el sector de los servicios. 
Además de tener dos de las 4 ciudades alfa (centros de mando del mundo): París y Londres, y éstos a la vez tener los dos principales centros financieros de toda Europa: La Défense, en París y City de Londres.

## Redes Transeuropeas

### Red transeuropea de transporte (TEN-T)

#### Red Transeuropea de Ferrocarril
Red Transeuropea de Ferrocarril de Alta Velocidad
Red Transeuropea de Ferrocarril Convencional

### Aeropuertos
Los Estados miembros de la UE cuentan con la mayor concentración de aeropuertos de alta gama en el mundo.
El aeropuerto de la región Rin-Meno (Fráncfort del Meno) es el primero en cuanto a transporte de mercancías y conexiones entre vuelos.
El aeropuerto Charles de Gaulle (CDG), ostenta el mayor número de aterrizajes y despegues en la Unión. A esto, París suma el tráfico de Orly, su segundo aeropuerto, además de ser también uno de los más seguros de toda Europa.
Los aeropuertos de Múnich, Stuttgart y Berlín se cuentan entre los más seguros del mundo gracias al aprovechamiento de los más avanzados adelantos tecnológicos, acompañados de un estricto control federal.
El aeropuerto de Madrid-Barajas, con la ampliación de este, pretende ser uno de los aeropuertos de conexión más importantes del mundo.
El tema de los aeropuertos es uno de los asuntos donde más se hacen evidentes las diferencias entre los diferentes países de la Unión, pues mientras en los países más desarrollados los aeropuertos son muy seguros, en la mayoría de estados del este no se cuenta con un solo aeropuerto de categoría mundial.
Cielo Único Europeo
El Cielo Único Europeo es una iniciativa de la Comisión Europea que persigue reformar el fragmentado sistema de gestión del tráfico aéreo en la Unión Europea (UE), con la misión principal de fusionar todos los espacios aéreos nacionales en uno solo y único. El plan consiste en toda una serie de actuaciones que se realizan en cuatro planos diferenciados (institucional, operativo, tecnológico y de control y supervisión) con el objetivo de satisfacer las necesidades futuras del espacio aéreo europeo en materia de capacidad, seguridad, interoperabilidad, eficiencia e impacto medioambiental. Aparte de la UE, se incluyen otros países como Noruega o Suiza.
Se espera que esto beneficie a todos los usuarios del espacio aéreo, garantizando la seguridad y la utilización eficiente de dicho espacio y el sistema de control de tráfico aéreo, dentro y fuera de la UE. La administración del espacio aéreo dejará de contar con fronteras nacionales, para pasar a utilizar los 'bloques funcionales de espacio aéreo', cuyos límites se diseñan con la máxima eficiencia como objetivo. Sin dejar nunca de lado la seguridad, el objetivo primario del Cielo Único Europeo es dar cabida al creciente tráfico aéreo en Europa, que ya no soporta el modelo de sectores aéreos actual.
El control de tráfico aéreo en la Unión Europea está en manos de los Estados miembros, en cooperación con Eurocontrol, una agencia intergubernamental que incluye a los países de la UE y otros del entorno.
El espacio aéreo europeo es de los más congestionados del mundo, y el sistema actual sufre de deficiencias, como la división en sectores siguiendo fronteras nacionales o los sectores para uso restringido a los militares incluso cuando podría no estar usándose.
En octubre de 2001, la Comisión Europea adoptó propuestas de cara a la creación del Cielo Único Europeo, para crear un ente regulador para el control de tráfico aéreo de la UE, Noruega y Suiza. Este ente regulador uniformizará el espacio aéreo superior europeo, eliminando las fronteras nacionales mencionadas previamente, para pasar a sectores que busquen eficacia, e integrará los sectores militares cuando su uso sea posible.

## Energía
La estrategia energética de la Unión Europea podría definirse como el conjunto de actuaciones emanadas desde la Comisión, el Consejo y el Parlamento, recogidas en los Tratados y ratificadas por los Estados miembros para actuar sobre la cantidad, coste y disponibilidad de las distintas fuentes de energía, con una especial consideración a la preservación del medioambiente, a la seguridad en el abastecimiento y a la autonomía estratégica.
La UE ha tenido el poder legislativo en el ámbito de la política energética a lo largo de su existencia, teniendo sus raíces en la originaria Comunidad Europea del Carbón y del Acero. La introducción de una política obligatoria e integral de la energía fue aprobada en la reunión del Consejo Europeo en octubre de 2005, y el borrador de la política fue publicado en enero de 2007.
La Comisión tiene cinco puntos clave en su política energética: aumentar la competencia en el mercado interior, fomentar la inversión y aumentar las interconexiones entre las redes de electricidad, diversificar las fuentes de energía con mejores sistemas para responder a una crisis, establecer un nuevo marco para la cooperación energética con Rusia, al tiempo que pretende mejorar las relaciones con los estados ricos en energía de Asia Central y del Norte de África, el uso de las fuentes de energía existentes de manera más eficiente y el aumento del uso de las energías renovables y, finalmente, aumentar la financiación de nuevas tecnologías energéticas.
Redes

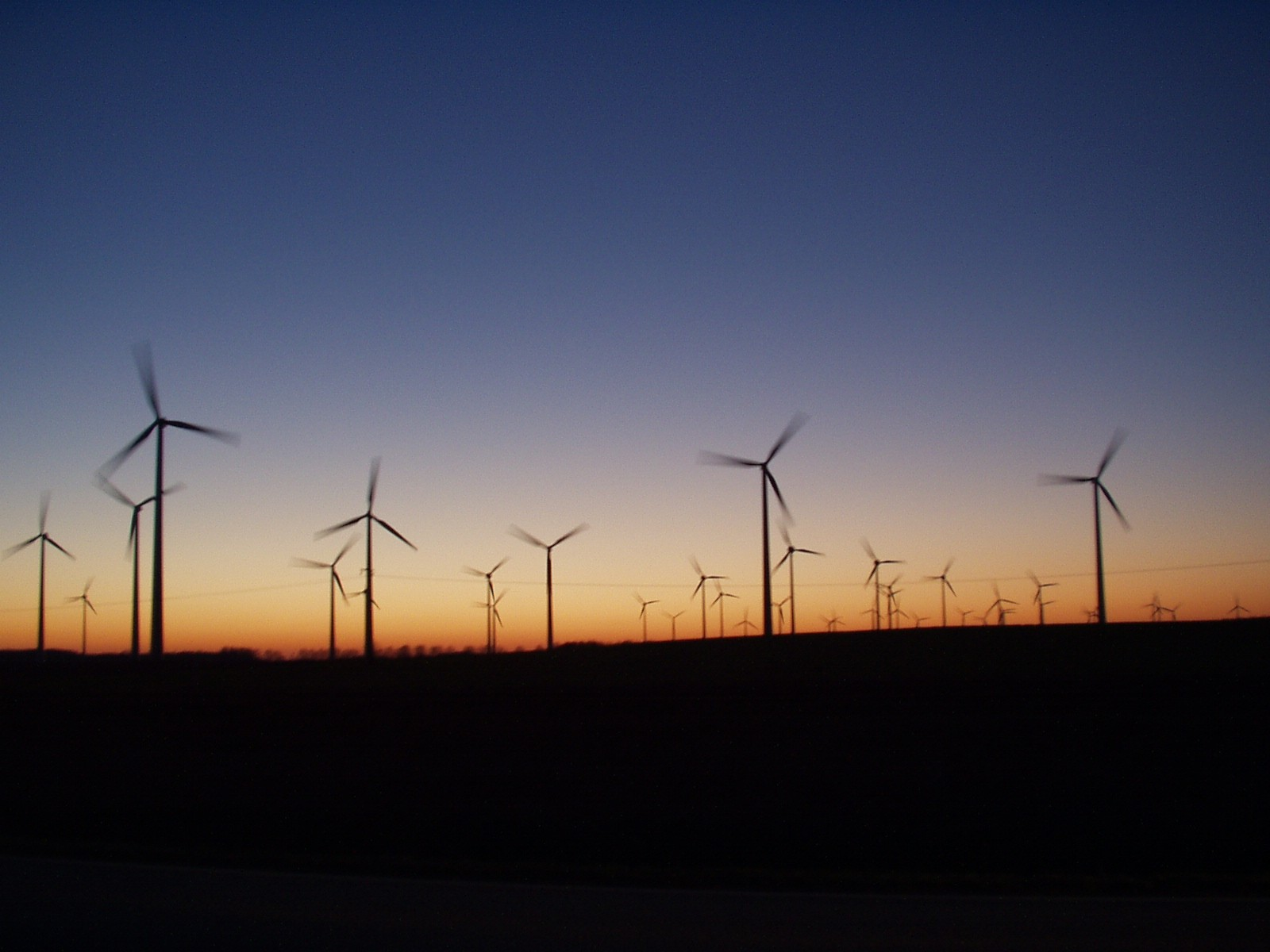
Parque Eólico en Mecklemburgo-Pomerania Occidental.

La UE busca crear un contexto más favorable al desarrollo de las redes transeuropeas en el sector de la energía. A través de las redes transeuropeas de energía (electricidad y gas natural), la UE indica que trata de diversificar su abastecimiento, incrementar su seguridad reforzando sus vínculos con terceros países e integrar las redes de los futuros Estados miembros. La creación de un Mercado interior de la energía más abierto y competitivo, debe acompañarse de una mayor utilización de las fuentes de energía renovable, sector que actualmente es liderado por Alemania, España y Dinamarca.
La Comisión Europea da particular importancia a las interconexiones energéticas con los terceros países (gas natural procedente de los yacimientos de Rusia, Argelia y Noruega y energías renovables de la propia UE y de terceros países) en razón de la evolución de los intercambios económicos y de la necesidad de la seguridad del abastecimiento.
La mayoría de países de la parte central y oriental de la UE dependen de un único proveedor de combustibles fósiles, Rusia, por lo que estos países deben mejorar la seguridad del abastecimiento diversificando sus fuentes, principalmente mediante la realización de interconexiones con los países de la parte occidental de la UE y aumentando la electricidad renovable.

## Innovación, Investigación
El comisario de Innovación, Investigación, Cultura, Educación y Juventud es el miembro de la Comisión Europea que tiene responsabilidades en dichos ámbitos ejecutivos. La cartera es el resultado de la fusión, en 2019, del cargo de comisario de Educación, Cultura, Juventud y Deporte con el de comisario de Investigación, Ciencia e Innovación.
Programa marco para la competitividad y la innovación (CIP)
El Programa marco para la competitividad y la innovación (CIP) es un programa de la Unión Europea dirigido a las pequeñas y medianas empresas (PYME) fomentando la implantación y uso de las tecnologías de la información y la comunicación (TIC) y el desarrollo de la sociedad de la información. Apoya las actividades innovadoras facilitando su financiación y servicios de apoyo a las empresas.

## Agencia Europea de Seguridad de las Redes y de la Información
El objetivo de ENISA es mejorar las redes y la seguridad de la información en la Unión Europea. La agencia tiene que contribuir al desarrollo de una cultura de red y seguridad de la información para el beneficio de los ciudadanos, consumidores, empresas y organizaciones del sector público de la Unión Europea, y por tanto contribuirá a mejorar el funcionamiento interno de la EU.